# Ramiro de Oliveira Leite

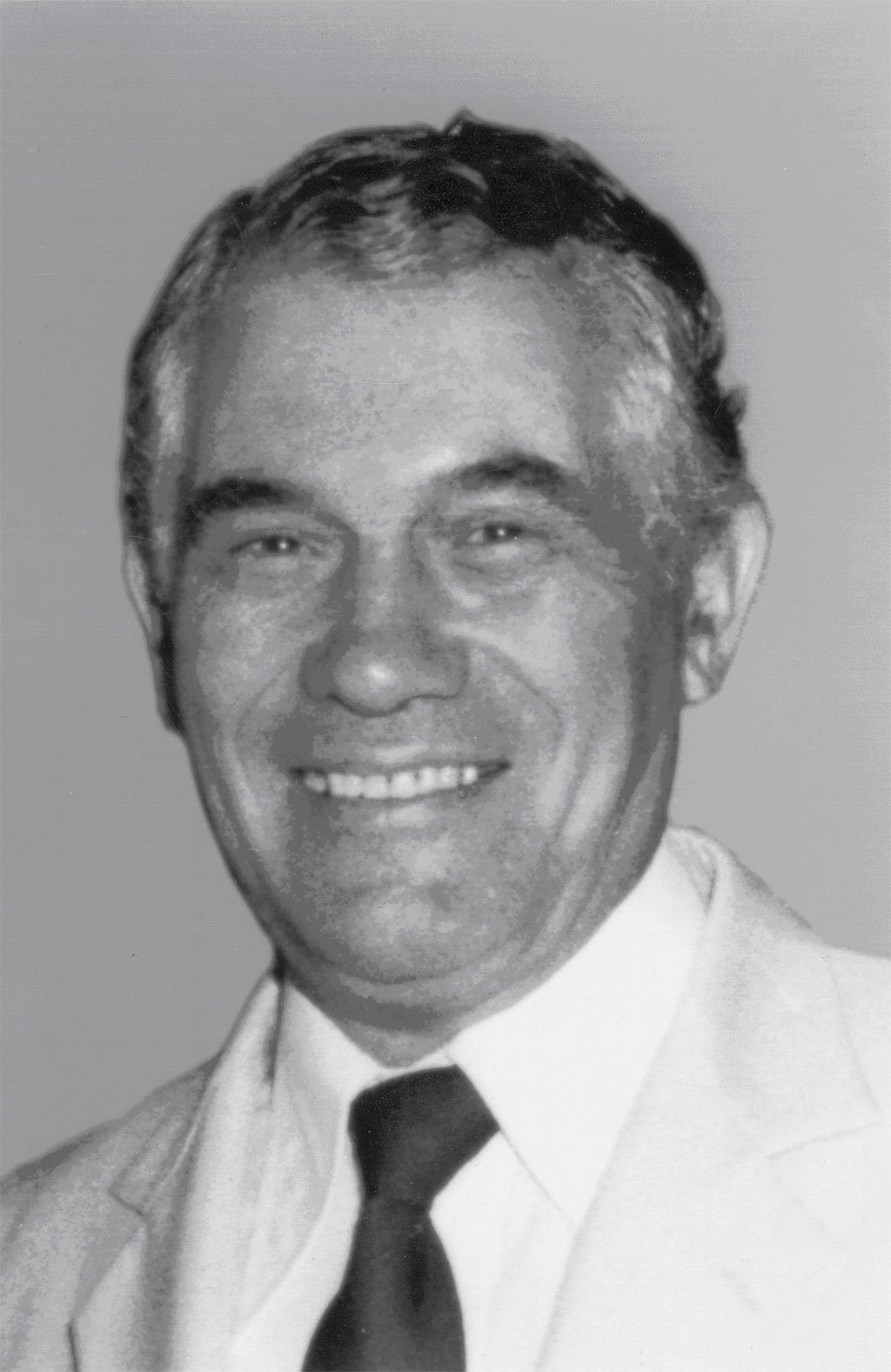
Ramiro Leite.

Ramiro de Oliveira Leite (Vagos, 28 de maio de 1927 - Caracas, 5 de maio de 1985), foi um trompetista português e docente na Orquestra Nacional Juvenil da Venezuela.

## Biografia
Inicia a sua aprendizagem musical ainda em criança com o Maestro Berardo Pinto Camelo, e aos onze anos de idade já fazia parte do teatro infantil “Berardo Pinto Camelo”, que se apresentou com grande êxito no ano de 1938 no Palácio de Cristal (hoje Pavilhão Rosa Mota), na cidade do Porto. No mesmo ano faria a sua estreia a tocar contrabaixo de sopro na Banda Vaguense. Em meados dos anos quarenta fez parte da formação inicial da Orquestra vaguense “Imperial de Vagos”, como trompetista.
No ano de 1955 emigra para a Venezuela na procura de melhores condições de vida, e ao fim de dois anos é admitido como executante de trompete na Banda de Concertos “Simón Bolívar” da cidade de Los Teques do país latino-americano. Em simultâneo, começa a tocar com pequenos grupos de música popular venezuelana. Estas experiências permitem que obtenha um contrato como trompetista no grupo de música latina “Carlos Torres y su Orquestra” num programa do canal venezuelano Rádio Caracas TV.
É contratado em meados dos anos 60 para tocar com a orquestra de música latina “Los Megatones de Lucho”, com seis discos (LP) gravados. Para além de outros destaques, actuou com esta orquestra no hotel Tamanaco da cidade de Caracas, no ano de 1969, onde teve oportunidade de tocar ao lado da banda do famoso percussionista americano Tito Puente, vencedor de cinco prémios Grammy. Ainda nesse mesmo ano actuava nas festividades da cidade Colombiana de Bucaramanga. Permanece com esta orquestra até ao ano de 1973, ano em que gravam o seu último (LP) “Explosión” e se extinguem.
O músico português é então contratado como primeiro trompete e solista pelas bandas do Ministério da Defesa e da Direcção Geral de Viação, ambas da Venezuela, que acumula com as actuações na Banda de Concertos Simón Bolívar.
No ano de 1980, o Departamento de Extensão Cultural do Ministério de Educação da Venezuela atribui-lhe a autorização para dar aulas de trompete. É contratado como docente pela Escola da Orquestra Nacional Juvenil da Venezuela, integrando o projecto venezuelano conhecido como "El Sistema". Foi homenageado em 1980, pelo Presidente da República da Venezuela, Luís Herrera Campins, com a Ordem ao Mérito no Trabalho, pela Banda de Concertos Simón Bolívar, do Estado de Miranda, por serviços prestados como músico instrumentista e como professor  em 1982 e, em 2012, com um reconhecimento pela participação activa e valioso contributo do músico à instituição. Foi ainda homenageado, a título póstumo, na sua terra natal, em Maio de 2008, com concerto da Orquestra Ligeira de Vagos e o lançamento de um livro com a sua biografia. 
Faleceu na Cidade de Caracas no dia 5 de Maio de 1985. Os seus restos mortais repousam no cemitério Del Este, na capital venezuelana.

## Literatura
- Biografia de um Trompetista Vaguense. Biografia publicada em Vagos no dia 31 de Maio de 2008.[2]